# Мінерал-свідок
Мінерал-свідок (рос. минерал-свидетель, англ. witness-mineral, нім. Zeuge-Mineral n) — мінерал, за яким можна відновити умови утворення комплексів, серед яких цей мінерал знаходиться.